# جورج لويس كلاين
جورج لويس كلاين (3 مارس 1921-21 أكتوبر 2014) فيلسوف، ومترجم (خاصة في الفلسفة والشعر الروسيين)، ومتخصص أمريكي بارز في الفلسفة الروسية والسوفيتية، ومؤلف لأكثر من 300 منشور، بما في ذلك أفرودتين، وتحرير ست مختارات، والمشاركة في تحرير المختارات الأدبية، وأكثر من 165 مقالة منشورة، وفصول الكتب، وإدخالات موسوعية، وأكثر من 55 ترجمة، و75 مراجعة. غالبية أعماله باللغة الإنجليزية، لكن ظهرت ترجمات لبعضها باللغات الروسية، والألمانية، والفرنسية، والإسبانية، والبرتغالية، والبولندية، والصربية الكرواتية، والكورية، واليابانية. اشتهر خصوصًا بدراساته الموثوقة حول سبينوزا، وهيغل، ووايتهيد. كان رئيس جمعية هيغل الأمريكية (1984-1986)، ورئيس الجمعية الميتافيزيقية الأمريكية (1985-1986). لقد قدم مساهمات ملحوظة في دراسة ماركس والتقاليد الماركسية. التحق بجامعة بوسطن لمدة ثلاث سنوات (1938-1941)، لكنه انقطع عن التعليم بسبب الخدمة في سلاح الجو بالجيش الأمريكي خلال الحرب العالمية الثانية، حيث حصل على وسام صليب الطيران المتميز.

## حياته المهنية
بعد الحرب أكمل دراسته الجامعية بمرتبة الشرف في كلية كولومبيا، جامعة كولومبيا (1947)، تلتها درجات الدراسات العليا في جامعة كولومبيا (ماجستير 1948، دكتوراه 1950). درّس الفلسفة في جامعة كولومبيا 1950-1952 و1953-1959، وكان أستاذًا مساعدًا زائرًا في جامعة شيكاغو، 1952-1953. انتقل إلى كلية برين ماور (برين ماور، بنسلفانيا) في عام 1959، حيث عمل بدايةً بالتدريس في كل من قسمي الفلسفة والروسية. عُين أستاذًا متفرغًا للفلسفة في عام 1961، وأصبح أستاذًا للفلسفة في ميلتون سي. نَم منذ عام 1981 وحتى تقاعده عام 1991. بعد ذلك، عمل كلاين أستاذًا للفلسفة في جامعة كليمسون، كارولاينا الجنوبية (1992-1993). درّس المقررات التعليمية في كل من جامعة روتجرز، وجامعة جونز هوبكينز، وجامعة بنسيلفانيا، وكلية هافرفورد، وكلية سوارثمور.
ابتداءً من عام 1952، في جامعة شيكاغو، درّس كلاين لأول مرة مقرره الشهير حول «النظرية الأخلاقية والاجتماعية الروسية»، ليُدرّس المقرر لاحقًا في جامعة كولومبيا خلال خمسينيات القرن العشرين، في كلية برين ماور عام 1960، وفي عدد من المؤسسات الأخرى على مر السنين. درّس أيضًا مقررات حول تاريخ الفلسفة الروسية، والماركسية الروسية، والسوفيتية، وعدد من المقررات حول الأدب الروسي.
شكّل مجال الفلسفة الروسية بالكامل موضوعًا للدراسة في أمريكا من خلال جهود كلاين نفسه على مدار مسيرة مهنية طويلة، بدءًا من منشوراته الأولى في عام 1949: «محقق دوستويفسكي الكبير والنظام السوفيتي» أوكسيدنتال (نيويورك)، رقم 2، و«ملاحظة حول المنطق السوفيتي» مجلة الفلسفة، العدد 46، صفحة 228. كانت الدقة النصية والتعلم التاريخي وعمق البصيرة الموجودة في دراسات كلاين العديدة للفلسفة الروسية والسوفيتية على مدى عدة عقود بمثابة نموذج للدراسات الجادة حول هذه الموضوعات للعديد من الباحثين الآخرين. هو أيضًا مسؤول عن إتاحة بعض أهم الأعمال المرجعية في هذا المجال باللغة الإنجليزية، بما في ذلك الترجمة الإنجليزية لتاريخ الفلسفة الروسية لزينكوفسكي، و(مع آخرين) الفلسفة الروسية، وهي مختارات من 3 مجلدات من الترجمات الأصلية للنصوص الفلسفية الروسية، وتُطبع باستمرار منذ عام 1965 وحتى الوقت الحاضر.

## الأعمال في الدراسات السلافية
قدم كلاين أيضًا عددًا كبيرًا من المداخلات عن الفلاسفة الروس لمجموعة متنوعة من الموسوعات الفلسفية على مدار سنوات عديدة. وقد كتب ما يقرب من 75 مراجعة لأعمال علماء آخرين حول الفلسفة الروسية والسوفيتية بالإضافة إلى أعمال فلسفية سوفيتية جديدة. على سبيل المثال: خلال خمسينيات القرن العشرين، استعرض كلاين ما يقرب من ثلاثين منشورًا سوفيتيًا حديثًا في مجالات المنطق الرسمي، وفلسفة المنطق، وفلسفة الرياضيات، خصوصًا لمجلة سمبولك لوجك، إذ كان مجال المنطق الرسمي مفتوحًا في الاتحاد السوفيتي. وقد نشر أيضًا عدة ببليوغرافيات موثوقة للأعمال باللغة الروسية، وبلغات أخرى، تتعلق بتاريخ الفكر والثقافة الروسية، بالإضافة إلى ببليوغرافيا لكتابات برودسكي المنشورة. أخيرًا، اعتبرت مهارات كلاين كمحرر أسطورية. ساهم بخدماته في عدد كبير من مشاريع النشر المرتبطة بالفلسفة الروسية والسوفيتية، بما في ذلك سلسلة الدراسات السوفيتية ومجلة الدراسات في الفكر السوفيتي. على المستوى الشخصي، ساعد بسخاء في تحرير مسودات أعمال العلماء الآخرين في الفلسفة، والتاريخ الفكري، والأدب، والنقد الأدبي، وكان مصدرًا دائمًا للتشجيع والدعم للعلماء الشباب. بكل هذه الطرق وضع كلاين علامته الخاصة التي لا يمكن الاستغناء عنها على المجال بأكمله.
في 1949-1950 كان كلاين في باريس باحثًا في برنامج فولبرايت، ونشر كتاب في. في. زينكوفسكي «تاريخ الفلسفة الروسية» (مجلدان، 1948 و1950) هناك. أثناء وجوده في باريس، التقى كلاين بزينكوفسكي وتطوع لترجمة التاريخ إلى اللغة الإنجليزية، وأكمله بعد عودته إلى الولايات المتحدة، خلال هذه العملية قدم زينكوفسكي مراجعات وتصحيحات لدمجها في الترجمة الإنجليزية، لتصبح ترجمة كلاين النسخة الموثوقة للنص. أصبح هذا العمل هو التاريخ القياسي للفلسفة الروسية لنصف القرن التالي، وهو مصدر مرجعي حاسم لجميع علماء الفلسفة الروسية. بالإضافة إلى ترجمة كلاين لزينكوفسكي، كان هناك مصدر آخر مهم للغاية لطلاب الفلسفة الروسية الناطقين باللغة الإنجليزية، وهو المجموعة الشاملة المكونة من ثلاثة مجلدات من الترجمات الأصلية للفلاسفة الروس من القرن الثامن عشر (سكوفورودا) حتى الماركسية السوفيتية المبكرة (الفلسفة الروسية، إد. جيمس إم. إيدي، وجيمس بّي. سكانلان، وماري باربرا زلدن، بالتعاون مع جورج إل. كلاين، نيويورك: مطبعة كوادرنغل، 1965؛ طبعة مطبوعة منقحة في عام 1969؛ أعادت مطبعة جامعة تينيسي طباعتها عام 1976، 1984).
مكّن ظهور هذه المجلدات الثلاثة في ستينيات القرن العشرين المدرسين في الولايات المتحدة والمملكة المتحدة من تدريس مقررات جامعية بناءً على عينات تمثيلية من تاريخ الفلسفة الروسية بالكامل، مع ترجمات ممتازة ومقدمات علمية لكل قسم عام ولكل فيلسوف. ساهم كلاين بعشر ترجمات لهذه المجلدات الثلاث، ونقح عددًا من المجلدات الأخرى، ونصح المحررون بشأن الاختيارات التي يجب تضمينها. علقوا أنه «دون مساعدته وإلهامه، لم يكن من الممكن التخطيط أو تحقيق نشر هذه المختارات التاريخية للفلسفة الروسية بنجاح».
يمكن توزيع العديد من دراسات كلاين الخاصة بالفلسفة الروسية والسوفيتية في خمس فئات رئيسية:
1. الفكر الديني في روسيا والاتحاد السوفيتي.
2. الفكر الأخلاقي الروسي والسوفيتي.
3. دراسات للفلاسفة الروس الفرديين.
4. ماركس، التقليد الماركسي والماركسية اللينينية.
5. الحجج الخاصة بالفردانية الأخلاقية (مع أنه يمكن أحيانًا العثور على كل هذه الموضوعات الأربعة متشابكة في العمل نفسه).

الفئة الأولى ممثلة بشكل جيد في الفكر الديني والمناهض للدين في روسيا (شيكاغو: جامعة شيكاغو العلاقات العامة، 1968)، بناءً على المحاضرات الستة في معهد ويل التي ألقاها كلاين في سينسيناتي عام 1964، والتي تبحث في بانوراما المواقف تجاه الدين من قبل عشرة مفكرين روس، وتتعامل معهم في خمسة أزواج: باكونين وتولستوي (نسختان من اللاسلطوية، مناهضة للدين والدينية)، كونستانتين ليونتييف وفاسيلي روزانوف (المحافظون الجدد الدينيون)، ليف شيستوف ونيقولا بيرديائيف (المذاهب الوجودية الدينية)، مكسيم غوركي وأناتولي لونشارسكي (شبه ديني «البناء الإلهي»)، وفلاديمير لينين، وسيرجي إم. بليخانوف (مناضل مقابل الإلحاد المعتدل).

## المواقف تجاه الدين
على خلفية هذا النطاق المتطرف من المواقف تجاه الدين من قبل العديد من المفكرين الروس، اختتم كلاين بتحليل ثلاثة مواقف سائدة تجاه الدين في الاتحاد السوفيتي المعاصر آنذاك. وهي:
1. الإلحاد الجماعي للأيديولوجية الماركسية اللينينية، والذي بدا أنه يعمل كنوع من الدين الزائف العلماني لبعض مؤمنيه الأكثر تدينًا، وهو انعكاس للمعتقد الديني الطبيعي.
2. «بروميثيانية علمية-تكنولوجية»، تشبه إلى حد ما ديانة غوركي ولونشارسكي «البناء الإلهي»، والتي على ما يبدو ألهمت أعدادًا كبيرة من السكان، خاصة بين النخبة العلمية والهندسية.
3. شعور ديني حقيقي بالحياة ظهر بين بعض الشعراء، والكتاب، والفنانين خارج الكنيسة، مستوحى من كتاب سابقين مثل مارينا تسفيتايفا، وبوريس باسترناك، وآنا أخماتوفا.